# Ołeh Rybaczuk
Ołeh Borysowycz Rybaczuk, ukr. Олег Борисович Рибачук (ur. 22 kwietnia 1958 w Pohrebyszczach w obwodzie winnickim) – ukraiński polityk, w 2005 wicepremier

## Życiorys
Z wykształcenia filolog germański i ekonomista. Absolwent Kijowskiego Uniwersytetu Narodowego im. Tarasa Szewczenki (1980) oraz Kijowskiego Narodowego Uniwersytetu Ekonomicznego (1996).
Od 1980 pracował jako inspektor w służbach celnych, następnie jako wykładowca języka angielskiego. Na początku lat 90. zaczął działalność w bankowości. Został bliskim współpracownikiem Wiktora Juszczenki. Kierował jednym z departamentów w Narodowym Banku Ukrainy. Od 1999 do 2001 był zatrudniony w administracji rządowej, stał na czele służb premiera Wiktora Juszczenki. W latach 2002–2005 sprawował mandat posła z ramienia Naszej Ukrainy. Od lutego do września 2005 zajmował stanowisko wicepremiera ds. europejskich w rządzie Julii Tymoszenko. Następnie znalazł się w administracji prezydenckiej, był szefem sekretariatu, a w 2006 został doradcą prezydenta Wiktora Juszczenki.
Później związany z sektorem organizacji pozarządowych, m.in. jako współzałożyciel i prezes instytutu Centr UA.